# اسکار استریبولت
اسکار استریبولت (انگلیسی: Oscar Stribolt؛ ۱۲ فوریهٔ ۱۸۷۲ – ۲۷ مهٔ ۱۹۲۷) یک هنرپیشه اهل دانمارک بود. 
از فیلم‌ها یا برنامه‌های تلویزیونی که وی در آن نقش داشته است می‌توان به ورطه اشاره کرد.